# Geigersöd

Einödhof Geigersöd, Remise

Geigersöd ist ein Gemeindeteil von St. Wolfgang im oberbayerischen Landkreis Erding.

## Lage
Die Einöde Geigersöd liegt 3,5 Kilometer östlich des Rathauses von Sankt Wolfgang in der Gemarkung Gatterberg südlich des Waldes Teeholz.

## Bevölkerungsentwicklung
Um 1871 gab es in Geigersöd sechs Einwohner. In den Nachkriegszeiten des Ersten und Zweiten Weltkriegs verdoppelte sich die Bevölkerungszahl auf bis zu 13 Einwohner. Im Mai 1987 lebten dort zwei Einwohner in einem Wohngebäude.
| Jahr      | 1871 | 1925 | 1950 | 1970 | 1987 |
| Einwohner | 6    | 12   | 13   | 5    | 2    |